# Pfarrkirche St. Barbara (Wellendorf)
Die Pfarrkirche St. Barbara ist die römisch-katholische Dorfkirche von Wellendorf im Landkreis Osnabrück in Niedersachsen. Sie wurde 1922–1924 unter Leitung des Architekten C. Kriege im neuromanischen Stil erbaut, 1922 fand die Grundsteinlegung statt. Sie besteht aus einem einschiffigen Langhaus aus örtlichem Sandstein, dem steile Satteldächer über Hauptschiff, Querschiff und westlichem Eingangsbau ein markantes Äußeres geben. Der Turm im Südosten wurde erst 1949 vollendet. In ihm hängen drei Bronzeglocken (g', b', c'), wobei die dritte – 1735 gegossen – aus der Kirche im benachbarten Borgloh übernommen wurde.
Das Patrozinium der heiligen Barbara von Nikomedien, der Schutzpatronin der Bergleute, erklärt sich aus der Geschichte des Ortes, denn vom 16. Jahrhundert bis 1963 wurde in Wellendorf und Umgebung Steinkohle gefördert.

## Geschichte
Der Kircheneinzug Wellendorf wird erstmals 1287 als „Wendelinctorpe“ im Kirchspiel Borgloh erwähnt. Ab dem 1. Juli 1924 war die Kirche Kuratie. Am 1. November 1961 wurde sie zur selbständigen Pfarrei erhoben. Ein Tauf- und Trauungsbuch der Gemeinde wird seit 1924 geführt, das Sterbe- und Firmbuch seit 1925.

## Allgemeine Angaben
Die Pfarrgemeinde St. Barbara umfasst derzeit etwa 1615 Katholiken. Zur Pfarrei gehören die Ortschaften Wellendorf, Hankenberge und ein kleiner Teil Ebbendorfs. Seit dem 1. September 2005 bildete die Kirchengemeinde mit der benachbarten Pfarrei St. Pankratius in Borgloh eine Pfarreiengemeinschaft, der seit 2012 auch die Pfarreien St. Elisabeth in Bad Rothenfelde, St. Ansgar in Dissen und St. Josef in Hilter angehören. Alle Gemeinden gehören zum Dekanat Osnabrück-Süd im Bistum Osnabrück.